# Киргизсайський сільський округ
Киргизса́йський сільський округ (каз. Қырғызсай ауылдық округі, рос. Кыргызсайский сельский округ) — адміністративна одиниця у складі Уйгурського району Алматинської області Казахстану. Адміністративний центр — село Киргизсай.
Населення — 2434 особи (2021; 2368 у 2009, 2427 у 1999, 2223 у 1989).
Станом на 1989 рік існувала Підгорненська сільська рада (села Підгорне, Рахат).

## Склад
До складу округу входять такі населені пункти:
| Населений пункт | Населення, осіб (1989) | Населення, осіб (1999) | Населення, осіб (2009) | Населення, осіб (2021) |
| --------------- | ---------------------- | ---------------------- | ---------------------- | ---------------------- |
| Киргизсай, село | 1977                   | 2113                   | 2157                   | 2035                   |
| Рахат, село     | 246                    | 314                    | 211                    | 399                    |